# Atractus careolepis
Espèce
Atractus careolepis  est une espèce de serpents de la famille des Dipsadidae.

## Répartition
Cette espèce est endémique du département de Magdalena en Colombie.

## Description
Le mâle holotype mesure 207 mm dont 178 mm sans la queue et 29 mm pour la queue.

## Publication originale
- Köhler & Kieckbusch, 2014 : Two new species of Atractus from Colombia (Reptilia, Squamata, Dipsadidae). Zootaxa, no 3872 (3), p. 291–300.